# Samina Baig
Pas d'image ? Cliquez ici
Sept sommets
Samina Baig Khayal (née le 19 septembre 1990) est une activiste pour l'égalité et une alpiniste pakistanaise de haute altitude. En 2013, elle atteint le sommet de l'Everest, puis elle réalise l'ascension des sept sommets en 2014. Elle est la première pakistanaise à gravir l'Everest et les sept sommets,.
En 2010, Samina Baig est la première alpiniste à gravir le sommet de plus de 6 000 mètres qui porte depuis son nom, le pic Samina, au Pakistan.  Elle atteint le sommet de Koh-i-Brobar (« mont égalité ») en 2011.

## Jeunesse et formation
Samina Baig est originaire du village de Chimchal situé à 3 300 mètres d'altitude dans la vallée de la Hunza, dans la région du Gilgit-Baltistan, au Pakistan. Elle  commence à pratiquer l’escalade à l’âge de quatre ans. Elle pratique l'alpinisme avec son frère, Mirza Ali,. Samina Baig est guide de montagne et cheffe d'expédition dans l'Hindou Kouch et le Karakoram. Samina Baig est une alpiniste professionnelle depuis 2009, sponsorisée par Special Communications Organisation, un opérateur de télécommunications basé au Cachemire et au Gilgit-Baltistan. En 2016, elle emménage à Islamabad. Elle travaille dans une banque, et parcourt le monde comme ambassadrice de bonne volonté pour le Programme des Nations unies pour le développement.

## Ascension du mont Everest
Samina Baig est la première femme pakistanaise et la troisième personne de nationalité pakistanaise à gravir l'Everest le 19 mai 2013. Elle est rejointe par les jumelles indiennes Tashi et Nungshi Malik lors de l'ascension de l'Everest. Elles plantent côte à côte les drapeaux nationaux indien et pakistanais afin de diffuser un message d'amitié et de paix indo-pakistanaise. Le frère de Samina, Mirza Ali, à environ 248 m du sommet de l'Everest, laisse sa sœur se rendre seule au sommet, sans son soutien, pour transmettre un message sur l'autonomisation des femmes au Pakistan. Le frère et la sœur ont à cœur de défendre le libre accès de la montagne et de promouvoir l'égalité entre les femmes et les hommes. Dans une interview, Samina Baig déclare que « la montagne est considérée comme un territoire réservé aux hommes. Je grimpe pour montrer que si on fait confiance aux filles elles peuvent [...] escalader l'Everest ».
L'Express Tribune a rapporté que Samina Baig n'avait pas utilisé d'oxygène supplémentaire bien que The Hindu ait déclaré qu'elle avait prévu le contraire. L'ascension débute le 1er avril, par la face sud népalaise de la montagne. L'expédition a duré 48 jours. L'équipe franchit le col Sud en huit heures. Les alpinistes atteignent leur objectif lors du soixantième anniversaire de la première conquête de l'Everest par Edmund Hillary et Sherpa Tenzing. Le président du Pakistan, Asif Ali Zardari, félicite Samina Baig pour cette ascension.

## Sept sommets
En décembre 2013, Samina Baig et Mirza Ali escaladent l'Aconcagua en Argentine, le plus haut sommet d'Amérique du Sud.
En janvier 2014, Samina Baig et Mirza Ali escaladent avec succès le mont Vinson en Antarctique, à 4 892 mètres d'altitude, vers 1 heure du matin, avec une équipe de cinq membres.
En février 2014, Mirza Ali et Samina Baig atteignent le sommet du Kilimandjaro (5 895 m) en Tanzanie.
En mars 2014, Samina Baig et Mirza Ali atteignent le sommet du Puncak Jaya, culminant à 4 884 mètres d'altitude, le plus haut sommet d'Indonésie.
Elle réalise avec son frère Mirza Ali les ascensions du mont McKinley le 3 juillet 2014 et de l'Elbrouz le 24 juillet 2014. À 9 heures, Samina Baig se tient au sommet de ce dernier, plus haut sommet de Russie, avec son frère, tenant le drapeau pakistanais. Avec ce dernier sommet, la grimpeuse âgée de 23 ans a relevé le défi d'escalader la plus haute montagne de chacun des sept continents, y compris le mont Everest, qu'elle avait conquis en mai 2013.
En février 2018, Samina Baig est nommée ambassadrice du Pakistan par le Programme des Nations unies pour le développement.

## Autres ascensions
En 2021, Baig devient la première pakistanaise à atteindre le sommet du K2, quelques heures avant Naila Kiani. 

## Documentaire
Jawad Sharif réalise en 2015 un film documentaire Beyond the Heights qui suit l'expédition de Samina Baig à l'Everest.